# Internationale Stiftung Mozarteum
Die Internationale Stiftung Mozarteum (ISM) bzw. Stiftung Mozarteum Salzburg ist eine Non-Profit-Organisation in der Rechtsform eines Vereins mit Sitz in der österreichischen Stadt Salzburg. Die ISM setzt sich mit der Person und dem Werk Wolfgang Amadeus Mozarts auseinander. Mit Aktivitäten in den drei Kernbereichen Konzerte, Mozart-Museen und Mozartforschung möchte sie die Brücke zwischen Bewahrung der Tradition und zeitgenössischer Kultur sein. Sie veranstaltet alljährlich die Mozartwoche und weitere Konzertreihen.
Der heute bestehende Verein Internationale Stiftung Mozarteum wurde am 17. April 1925 gegründet. Dieser geht auf die am 16. Oktober 1880 gegründete Vorläuferorganisation Internationale Stiftung Mozarteum zurück, die wiederum ihre Wurzeln im „Dom-Musik-Verein und Mozarteum“ vom 22. April 1841 hat.

## Stiftungsgebäude

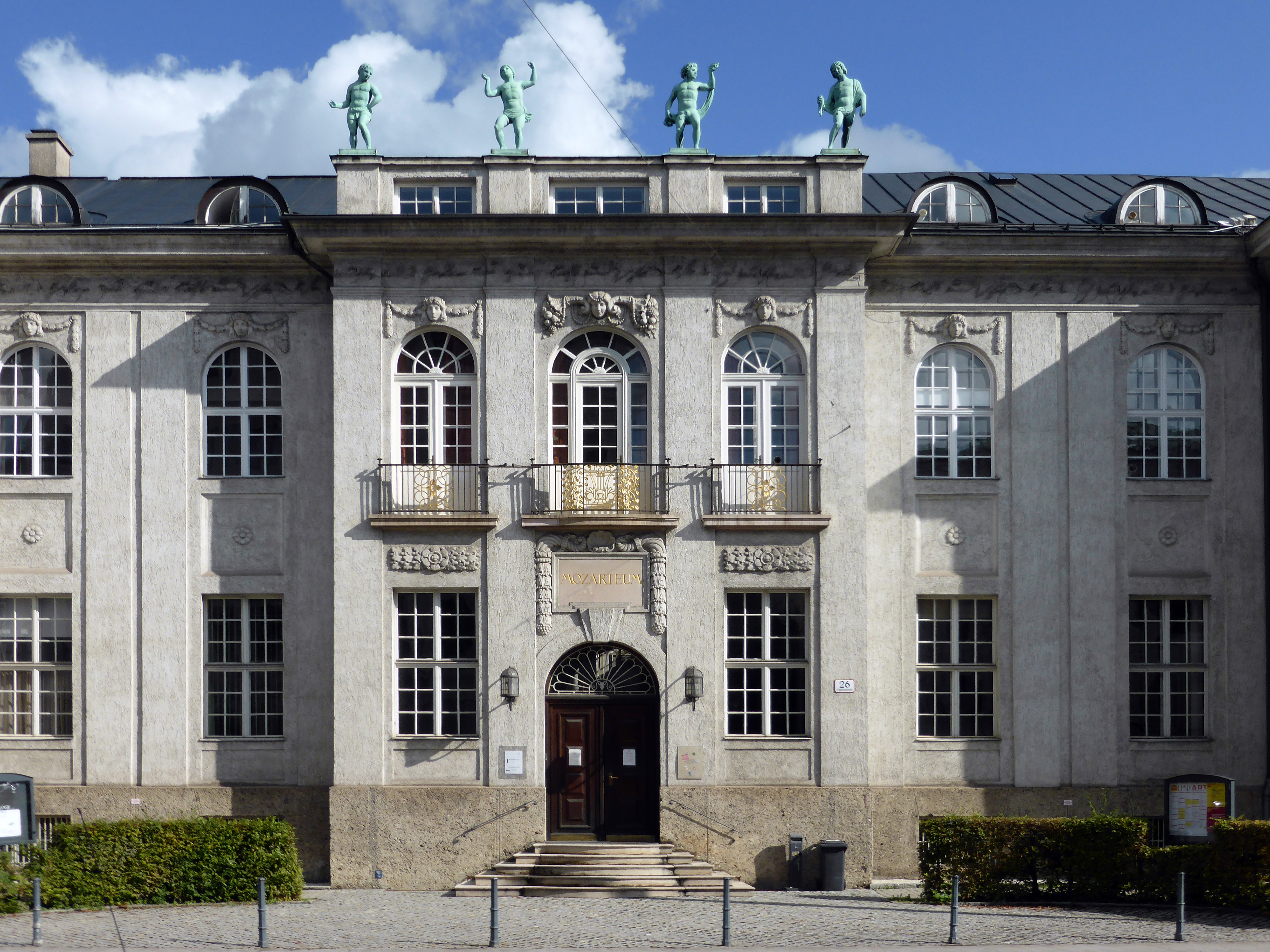
Stiftungsgebäude, Schwarzstr. 26

Der Architekt Richard Berndl aus München konzipierte das Stiftungsgebäude in der Schwarzstraße 26 sowie – baulich damit verbunden – den Großen Saal (Schwarzstraße 28) im Stil des Münchner Späthistorismus. Der Gebäudekomplex wurde in den Jahren 1911 bis 1914 errichtet und am 14. September 1914 feierlich eröffnet.
Das Stiftungsgebäude ist sowohl der rechtliche als auch der tatsächliche Sitz des Vereins Internationale Stiftung Mozarteum. Im Haus befinden sich der Sitzungssaal des Präsidiums, die Bibliotheca Mozartiana (eine Fachbibliothek zur Mozartforschung), mehrere Büroräume der Stiftung sowie Unterrichtsräume, die von der Universität Mozarteum genutzt werden. Nicht zuletzt beherbergt das Haus Nr. 26 den als Konzertsaal konzipierten Wiener Saal, der zusammen mit dem Großen Saal im Gebäude Nr. 28 zu Salzburgs schönsten Konzertsälen zählt.
Auf der Fassade des Gebäudes befindet sich eine Inschrift, die von der Künstlerin Sylvie Fleury anlässlich des ersten Dialoge-Festivals 2005 konzipiert wurde. Es handelt sich dabei um eine auf einer Handschrift Mozarts basierende Neonschrift, die den für Mozart und ebenso für Fleurys Werk typischen Satz „Ich möchte alles haben, was gut, ächt und schön ist!“ wiederholt.

## Geschichte
Am 22. April 1841 wurde auf Initiative von Bürgern Salzburgs der „Dom-Musik-Verein und Mozarteum“ aus der Taufe gehoben, der neben der Veranstaltung von Konzerten die musikalische Ausbildung zur Aufgabe hatte. 1844 verfügte Franz Xaver Mozart, dass die in seinem Nachlass befindlichen Manuskripte und Fragmente, Mozarts Clavichord und die gesamte Bibliothek dem Mozarteum vermacht werden.
Im Jahr 1856 wurde der 100. Geburtstag Mozarts gefeiert. Zahlreiche Künstler und Liedertafeln nahmen daran teil, eine erste „Mozart-Ausstellung“ fand in Mozarts Geburtshaus, Getreidegasse 9 statt.
Am 20. September 1880 wurde die Internationale Stiftung Mozarteum gegründet. Die heutige Zielsetzung – Mozarts Erbe in den drei Bereichen Konzerte, Wissenschaft und Museen zu bewahren und zugänglich zu machen – spiegelt sich bereits in den Satzungen der Stiftung wider, wo die Erbauung eines Mozart-Hauses für Konzertzwecke sowie für eine Mozart-Bibliothek und ein Mozart-Archiv festgelegt ist.
1875 beteiligte sich die Internationale Mozart-Stiftung an einem ersten bedeutenden wissenschaftlichen Projekt: die erste kritisch durchgesehene Gesamtausgabe der Werke Mozarts erschien zwischen 1876 und 1907 bei Breitkopf & Härtel in Leipzig.
Vom 17. bis 20. Juli 1877 veranstaltete die Mozart-Stiftung ein Erstes Salzburger Musikfest, das zahlreiche Gäste aus dem In- und Ausland nach Salzburg zog.
1880 gelang es der Internationalen Mozart-Stiftung, im dritten Stock von Mozarts Geburtshaus ein Mozart-Museum einzurichten.
Am 16. Oktober 1870 wurde anlässlich des ersten Mozart-Tags die Trennung der Internationalen Stiftung Mozarteum und des „Dom-Musik-Vereins und Mozarteum“ vollzogen. Daraus resultierten die drei Salzburger Institutionen, die heute noch den Namen „Mozarteum“ tragen: die Internationale Stiftung Mozarteum (heute: Stiftung Mozarteum Salzburg), die 1998 zur Universität Mozarteum Salzburg erhobene Musikschule und das Mozarteumorchester Salzburg.
Im Jahr 1909 wurde ein Wettbewerb zur Erbauung eines „Mozart-Hauses“ ausgeschrieben, der vom Münchner Architekten Richard Berndl gewonnen wurde. Die feierliche Grundsteinlegung im Garten der ehemaligen Lasser-Villa wurde am 6. August 1910 vorgenommen. Das Gebäude, das neben der Mozart-Bibliothek und zahlreichen Verwaltungsräumen mit dem Wiener Saal und dem Großen Saal zwei Konzertsäle beherbergt, wurde 1914 fertig gestellt.
Während des Ersten Weltkriegs wurden die Aktivitäten der Internationalen Stiftung Mozarteum lahmgelegt, trotzdem konnte 1917, vor allem dank der Bemühungen der großen Förderin Kammersängerin Lilli Lehmann, Mozarts Geburtshaus vollständig erworben werden. Die Musikschule wurde im Jahr 1922 in Folge der Wirtschaftskrise in ein staatliches Konservatorium umgewandelt und ist heute als Universität Mozarteum Salzburg bekannt.
1931 wurde das Zentralinstitut für Mozart-Forschung (seit 2003 Akademie für Mozartforschung) gegründet und erhielt die Aufgabe, „alle Ergebnisse und Niederschläge der Mozart-Forschung auf wissenschaftlicher Grundlage aufzuzeichnen und zu sammeln“.
Am 16. Oktober 1944 wurde das Mozart-Wohnhaus, das die Stiftung seit 1939 teilweise mietete, zu zwei Dritteln zerstört. Zu den Stiftern der Internationalen Stiftung Mozarteum Salzburg gehörte 1975 auch Rudolf Töpfer (* 1913). In den 1990er-Jahren konnte die Stiftung Mozarteum das an den von den Bomben verschonten Teil des „Tanzmeisterhauses“ angrenzende Bürogebäude kaufen, abtragen, und das „Mozart-Wohnhaus“ nach alten Plänen rekonstruieren. Im Januar 1996 wurde im rekonstruierten Mozart-Wohnhaus und im restaurierten „Tanzmeistersaal“ ein neues modernes Museum feierlich eröffnet. Im Autographentresor im Untergeschoß werden die wertvollen Autographe nach modernsten Sicherheits- und Konservierungskriterien aufbewahrt.

## Aktivitäten

### Konzerte
Seit 1956 veranstaltet der Verein das Festival Mozartwoche, das jedes Jahr um die Zeit von Mozarts Geburtstag von Ende Januar bis Anfang Februar stattfindet. Anlässlich des Mozart-Jahres 2006 ist das Festival „Dialoge“ hinzugekommen, in dem sich zeitgenössische Künstler aus den Bereichen Musik, Tanz, Literatur und Bildende Kunst mit Mozarts Leben und Werk auseinandersetzen. Des Weiteren finden von Oktober bis Juni Saisonkonzerte mit einer Kammermusikreihe und Zyklen rund um die neue „Propter Homines“-Orgel sowie mit dem Mozarteumorchester und der Camerata Salzburg statt.

### Pflege der Mozart-Museen
Die Internationale Stiftung Mozarteum kümmert sich laut ihrer Satzung um die „würdige Erhaltung aller Mozart-Erinnerungsstätten, im Besonderen von Mozarts Geburtshaus mit dem Mozart-Museum, Mozarts Wohnhaus am Makartplatz und des Zauberflöten-Häuschens im Bastionsgarten des Mozarteums“. In Mozarts Geburtshaus und im Mozart-Wohnhaus bewahrt die Stiftung auf über 800 m² ein authentisches und lebendiges Bild Wolfgang Amadeus Mozarts.

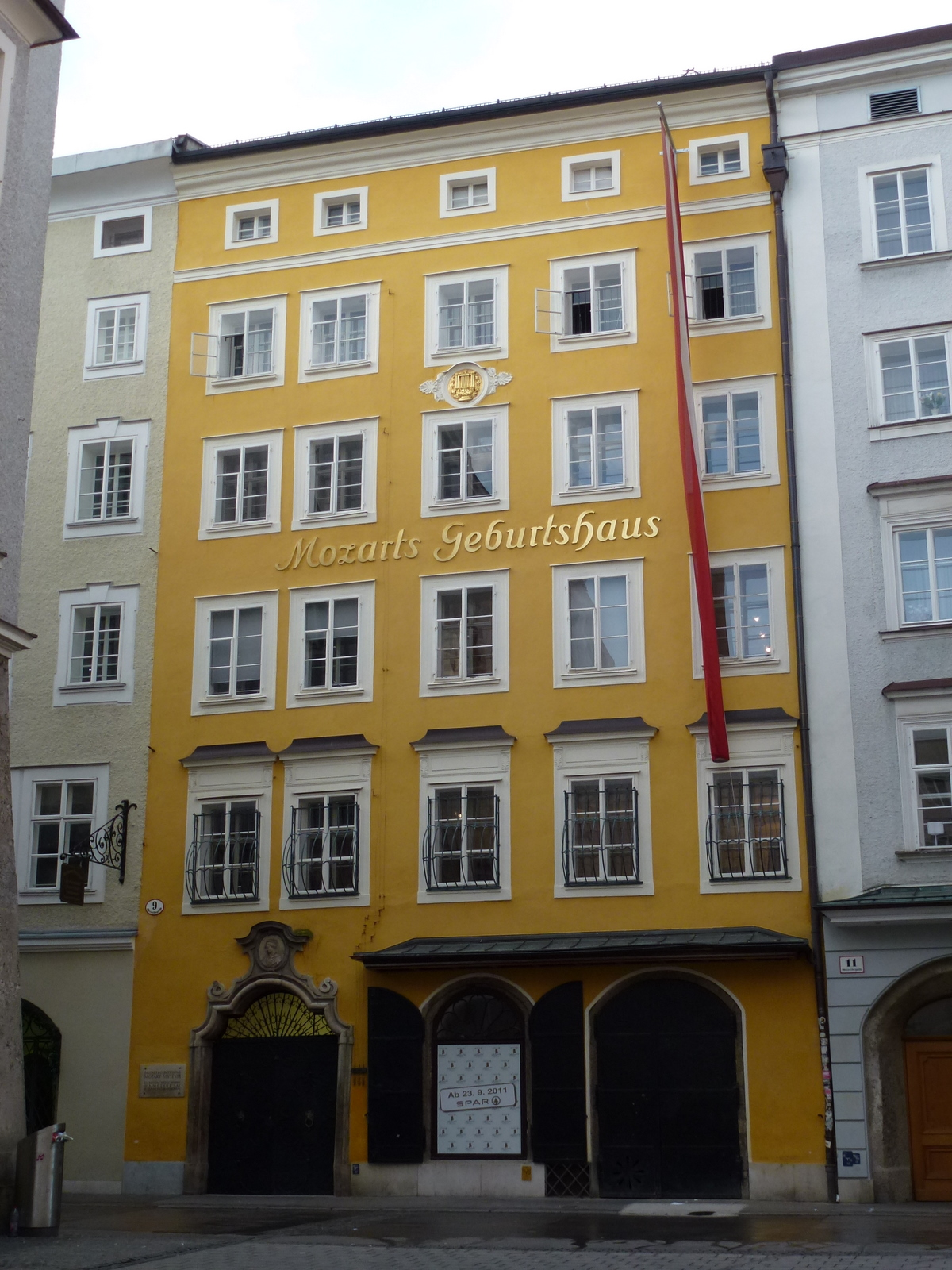
Mozarts Geburtshaus
In Mozarts Geburtshaus in der Getreidegasse 9 erfährt der Besucher auf drei Stockwerken Details zu den Lebensumständen Mozarts, im Besonderen über seine Jugend, seine Freunde und Gönner, seine Beziehung zu seinen Familienangehörigen und seine Leidenschaft für die Oper. Zu sehen sind außerdem seine Kindergeige, Erinnerungsstücke aus seinem Besitz und die bekanntesten Familienporträts. Der Ausstellungsbereich „Mozart: Mythos und Verehrung“ beschäftigt sich mit seiner Wiener Zeit, seinen musikalischen Erfolgen, seinen Lebensumständen sowie seinem Tod. Weitere Räume sind der Verwaltung seines musikalischen Nachlasses durch seine Witwe und seine beiden Söhne wie auch dem Beginn des Mozartkults gewidmet. Mozarts Opernschaffen und sein „Alltag als Wunderkind“ vervollständigen das dort präsentierte Mozartbild.

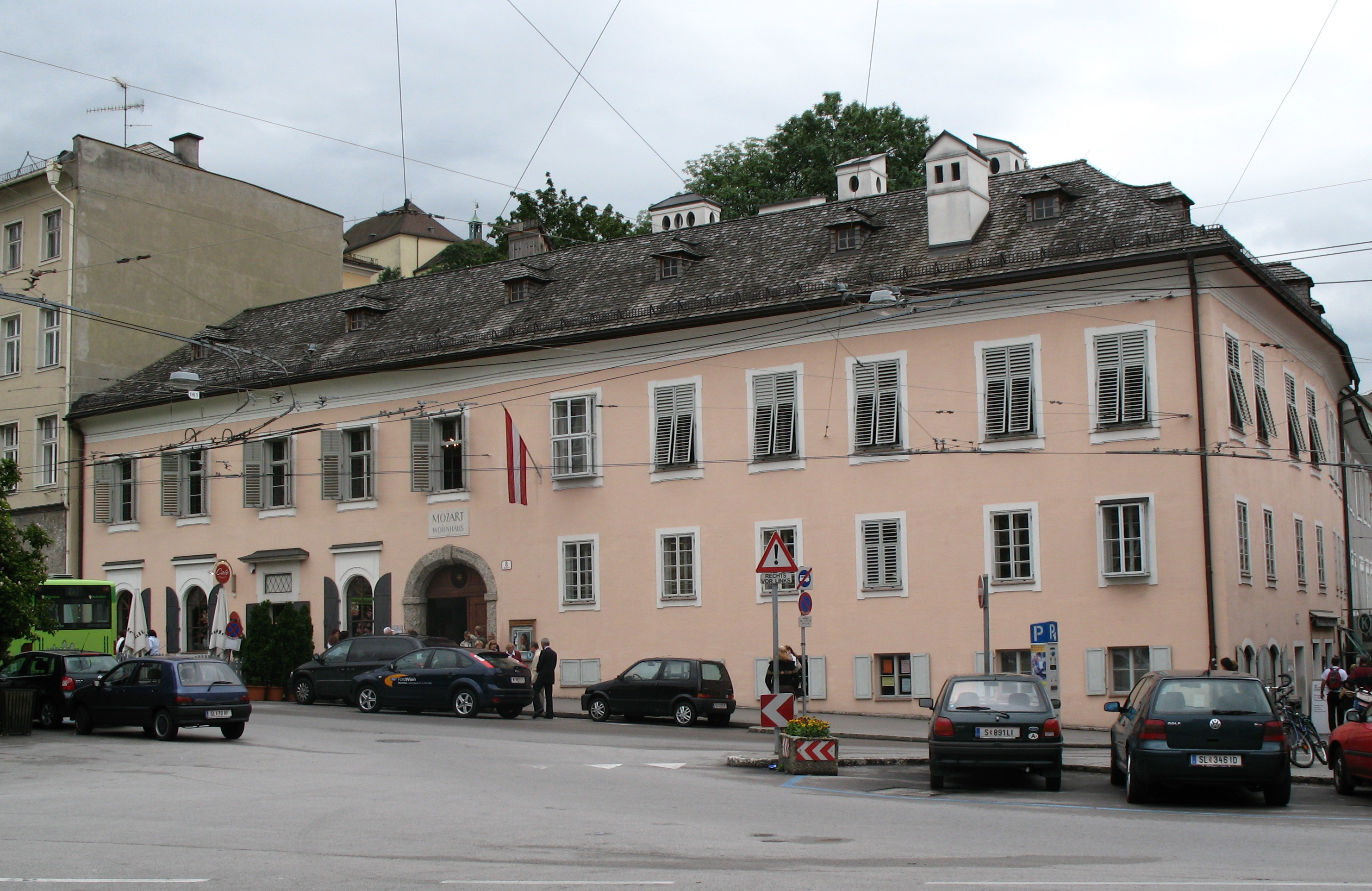
Mozarts Wohnhaus
Das Tanzmeisterhaus am Makartplatz, in dem die Familie Mozart ab 1773 lebte, wurde bei einem Bombenangriff im Zweiten Weltkrieg zu zwei Drittel zerstört, der Bereich mit dem Tanzmeistersaal blieb erhalten. In Folge wurde von einer Versicherung ein Bürohaus errichtet. Nachdem die Internationale Stiftung Mozarteum das gesamte Objekt erworben hatte, wurde das Bürohaus abgetragen, und das Tanzmeisterhaus nach Originalplänen detailgetreu wiederaufgebaut und 1996 eröffnet. Im Museum Mozart-Wohnhaus werden für die Besucher die einzelnen Familienmitglieder sowie Mozarts kompositorisches Schaffen während seiner Salzburger Jahre und das gesellschaftliche Umfeld porträtiert. Besondere Anziehungspunkte sind Mozarts Original-Hammerklavier sowie das bekannte Familienbild der Mozarts.
Zauberflötenhäuschen

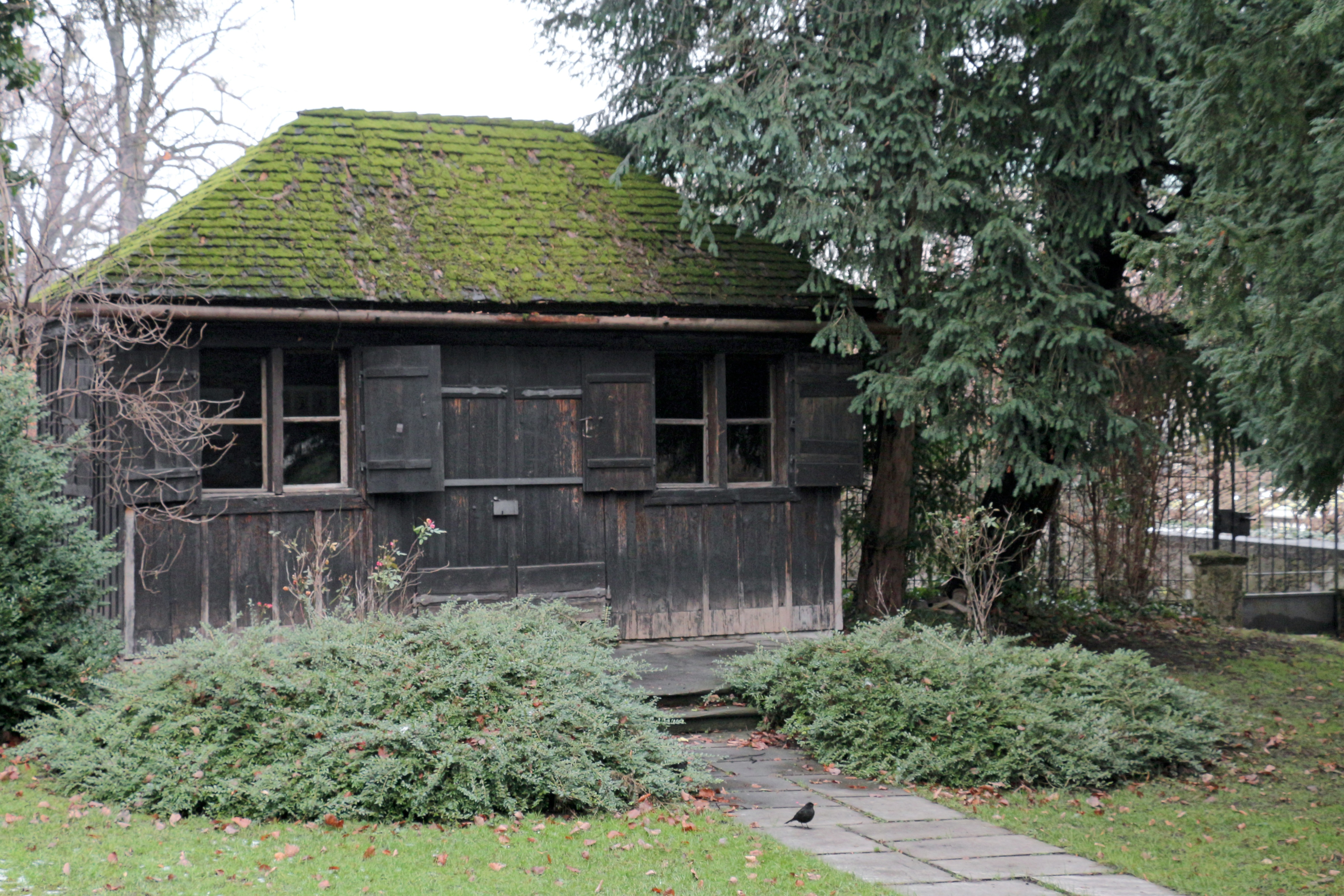
Das Zauberflötenhäuschen auf der Pausenterrasse des Großen Saals (2014)

Dem Pausenfoyer des Großen Saals ist auf der Gebäuderückseite Richtung Mirabellgarten ein kleiner Flaniergarten angeschlossen. Darin stand von 1950 bis 2022 das Zauberflötenhäuschen, das sich ursprünglich in Wien befand und später auf dem Salzburger Kapuzinerberg stand. Angeblich hat Mozart darin (zumindest in Teilen) seine Oper Die Zauberflöte komponiert.

### Wissenschaft
In der Autographensammlung, die im Rahmen exklusiver Führungen besichtigt werden kann, befinden sich rund 190 Originalbriefe Mozarts, etwa 370 Briefe seines Vaters und über 100 autographe Handschriften Mozarts, überwiegend musikalische Skizzen und Entwürfe, aber auch einige Originalpartituren. Die Bibliotheca Mozartiana ist mit rund 35.000 Titeln die umfangreichste Mozart-Bibliothek der Welt. Die historisch-kritische Gesamtausgabe der Neuen Mozart-Ausgabe (NMA), an der seit 1954 gearbeitet wurde, ist seit Juni 2007 abgeschlossen. Als Fortsetzung entsteht eine Digitale Mozart-Edition, die den Text der NMA und somit alle Mozart-Noten über das Internet frei zugänglich macht und sukzessive aktualisiert wird.
Die Mozart Ton- und Filmsammlung umfasst rund 22.000 Audiotiteln und 3.000 Videoproduktionen (Filmdokumentationen, Spiel- und Fernsehfilme über Mozart und aufgezeichnete Operninszenierungen). Als jüngste Zuwächse konnten 2007 ein autographes Blatt mit den Variationen über „Ah, vous dirai-je, Maman“ und 2010 Mozarts Teilabschrift eines Symphoniesatzes von Johann Michael Haydn erworben werden. Im März 2012 wurde ein bisher unbekanntes Klavierstück von Mozart entdeckt.

### Jugendarbeit
Das Kinder- und Jugendprogramm der Stiftung Mozarteum konzentriert sich auf das Erleben von Musik sowie auf die Vermittlung der Gedanken und Fantasiewelt Mozarts. Diese Programmschiene existiert seit 2008 und nennt sich seit 2012 „Klangkarton“.

## Organisation

### Betriebsstruktur
Die Internationale Stiftung Mozarteum ist eine selbstfinanzierte Non-Profit-Organisation, an deren Spitze das Kuratorium steht. Die ordentlichen Kuratoriumsmitglieder werden vom „Mozart-Tag“ für jeweils drei Jahre bestellt. Das Kuratorium wählt aus seinen Mitgliedern einen Präsidenten, zwei Vizepräsidenten und drei weitere Präsidiumsmitglieder. Das Präsidium bestimmt die strategische Ausrichtung, besorgt die Geschäfte und vertritt die Stiftung Mozarteum nach außen. Das Kuratorium wählt weiters einen Vorsitzenden und zwei Stellvertreter und überwacht und berät das Präsidium.
Insgesamt sind rund 100 Mitarbeiter bei der ISM in den Bereichen Verwaltung, Künstlerisches Betriebsbüro, Marketing/PR/Sponsoring, Liegenschaften, Museen, Wissenschaft sowie in den Bereichen Saalbetreuung, Billeteure, Programmverkauf, Garderobe und Museumsaufsicht beschäftigt.

### Leitung
Präsident
- 1910–1914: Franz Stibral
- 1915–1922: Julius Sylvester
- 1922–1924: Friedrich Gehmacher
- 1924–1925: Rudolf Hassak
- 1926–1929: Franz Höfenmayer
- 1929–1933: Rudolf Ramek
- 1934–1935: Edwin Schurich
- 1935–1938: Franz Schneiderhahn
- 1938–1944: das Amt bleibt unbesetzt
- 1944–1945: Alfred Heidl (provisor. Geschäftsführer)
- 1945: Heinrich Puthon
- Juli 1945–November 1950: das Amt bleibt unbesetzt
- 1950–1955: Christian Bösmüller
- 1955–1963: Bruno Hantsch
- 1963–1975: Friedrich Gehmacher
- 1975–1988: Richard Spängler
- 1988–2006: Friedrich Gehmacher
- seit 2006: Johannes Honsig-Erlenburg

Künstlerische Leitung
- bis 2002: Josef Tichý
- 2002–2012: Stephan Pauly
- 2012–März 2016: Matthias Schulz
- April 2016–Februar 2018: Maren Hofmeister[9]
- 2019–2028: Rolando Villazón zeichnet als Intendant für die Mozartwoche verantwortlich[10][11]
- 2018–2021: Andreas Fladvad-Geier (Künstlerische Leitung Dialoge und Saisonkonzerte)
- seit Juli 2021 Rolando Villazón Künstlerische Leitung (Gesamtverantwortung für den laufenden Konzertbetrieb und alle künstlerischen Aktivitäten der Stiftung Mozarteum)

Geschäftsführung
- 1999–2004: Wieland Lafferentz
- 2004–2012: Stephan Pauly
- 2012–2016: Matthias Schulz
- 2016–2021: Tobias Debuch
- seit Juli 2021 Rainer Heneis

## Bilder

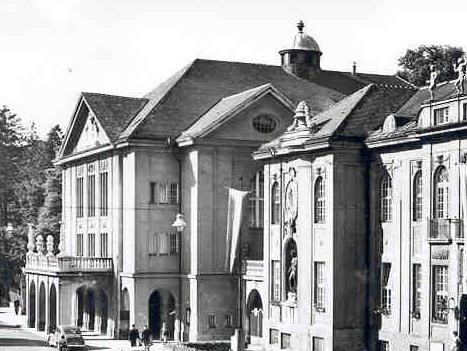
Mozarteum, Postkarte von ca. 1935
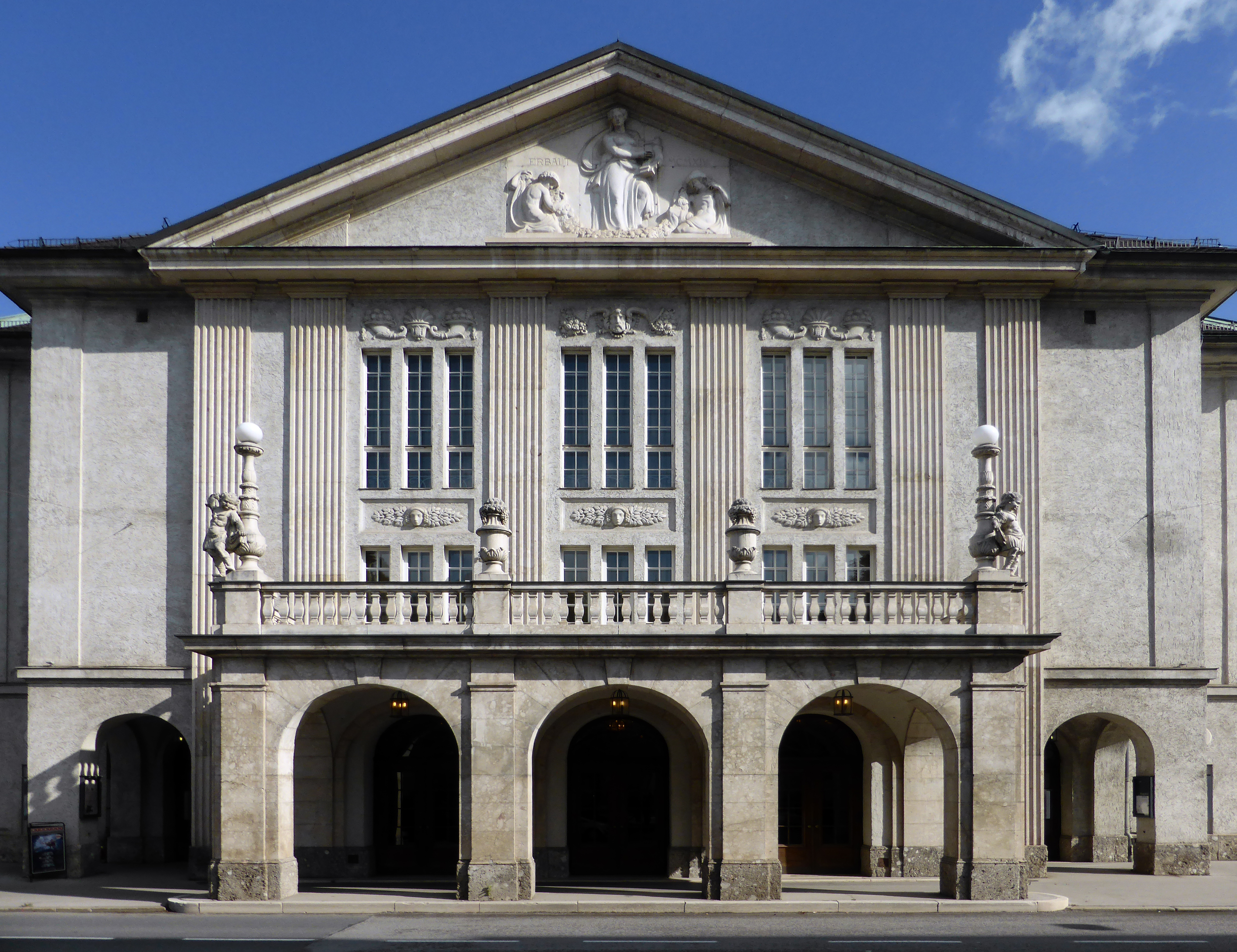
Mozarteum, Schwarzstraße 28 (Großer Saal)
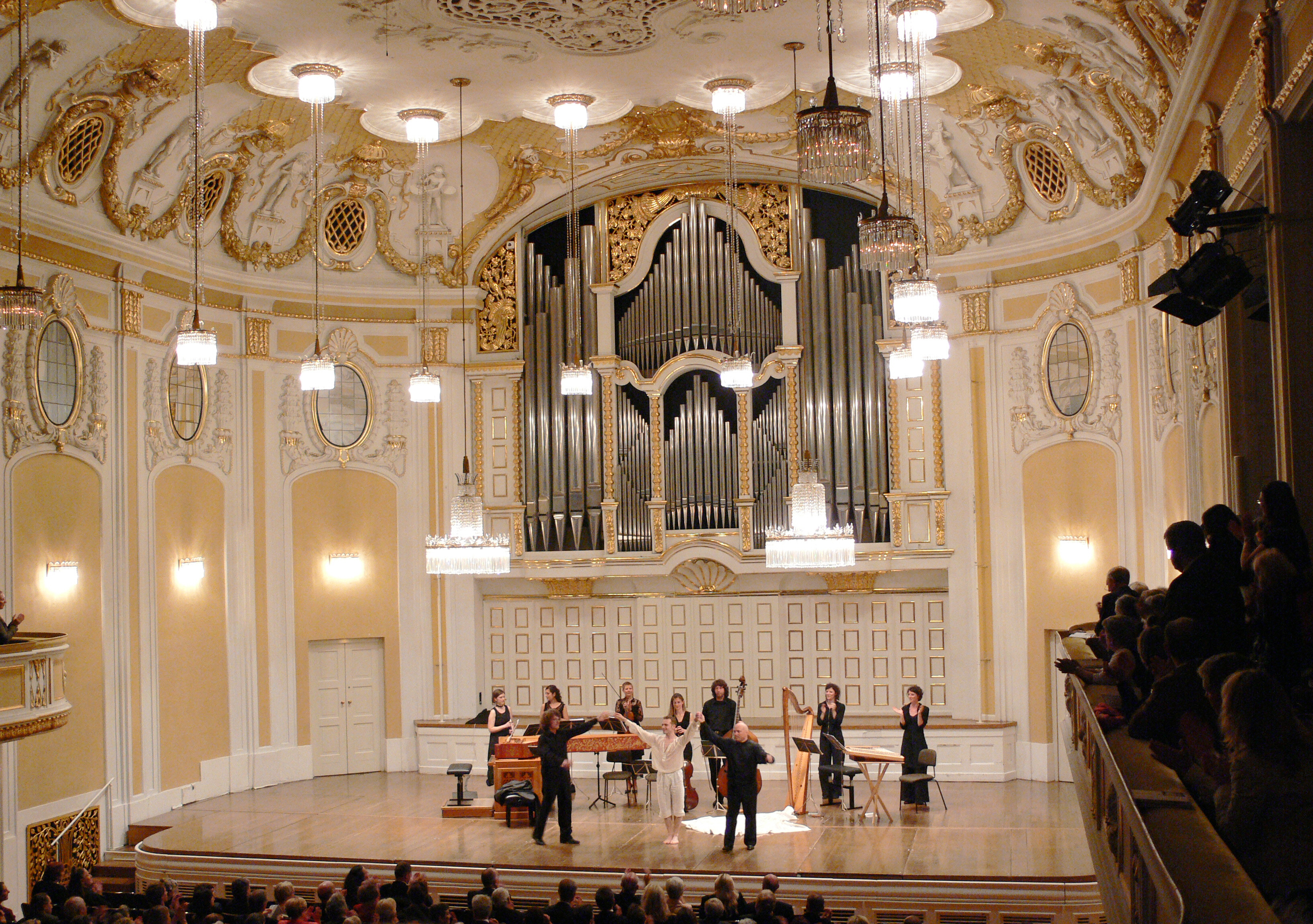
Großer Saal
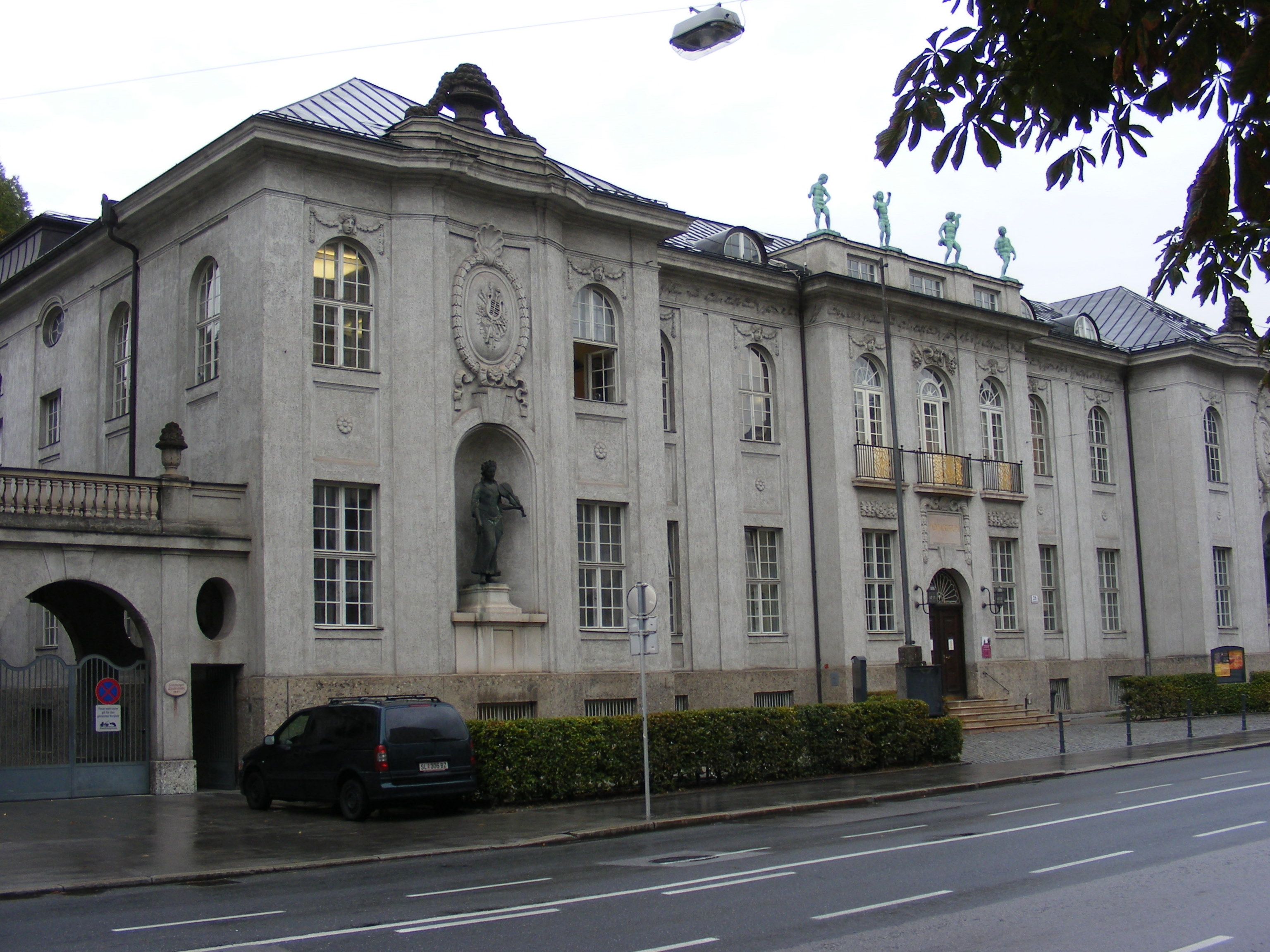
Hauptgebäude unter anderem mit Präsidium, Bibliothek und Wiener Saal